# Ryszard Staniek
Ryszard Staniek (* 13. März 1971 in Zebrzydowice, Polen) ist ein ehemaliger polnischer Fußballspieler. 
Als Profifußballer spielte er in Polen und in Spanien. 
Staniek spielte 12-mal für die polnische Nationalmannschaft und gewann mit der polnischen Olympiamannschaft 1992 in Barcelona die Silbermedaille.
Momentan ist er Nachwuchstrainer bei Orzeł Zabłocie in der polnischen A-Klasse.
Sein Bruder Mirosław Staniek war ebenfalls Fußballprofi.

## Erfolge
- Olympische Silbermedaille (1992)
- Polnischer Pokalsieger (1997)
- Polnischer Supercup (1998)

| Personendaten    | Personendaten             |
| ---------------- | ------------------------- |
| NAME             | Staniek, Ryszard          |
| KURZBESCHREIBUNG | polnischer Fußballspieler |
| GEBURTSDATUM     | 13. März 1971             |
| GEBURTSORT       | Zebrzydowice, Polen       |